# Zbiór rozmyty
Zbiór rozmyty (ang. fuzzy set) – obiekt matematyczny ze zdefiniowaną funkcją przynależności (zwaną też funkcją charakterystyczną zbioru rozmytego), która przybiera wartości z przedziału [0, 1]. Teoria zbiorów rozmytych została wprowadzona przez Lotfi A. Zadeha w 1965 r. jako rozszerzenie klasycznej teorii zbiorów.
Przeciwdziedzina funkcji przynależności klasycznego zbioru ma jedynie dwie wartości: 0 i 1.

## Definicja formalna
Zbiorem rozmytym {\displaystyle A} w przestrzeni {\displaystyle X} jest zbiór uporządkowanych par:
{\displaystyle A=\{(x,\mu _{A}(x))|x\in X\},}
gdzie {\displaystyle \mu _{A}\colon X\to [0,1].}
Lotfi Zadeh zaproponował także symboliczną notację zbiorów rozmytych (symbol {\displaystyle /} nie oznacza dzielenia):
- dla dyskretnej przestrzeni {\displaystyle X{:}}

{\displaystyle A=\sum _{x\in X}\mu _{A}(x)/x}
W notacji Zadeha znak sumy nie oznacza dodawania elementów, lecz oznacza, że zbiór zbudowany jest z elementów {\displaystyle x} zbioru dyskretnego {\displaystyle X.} Przynależność każdego z elementów do zbióru {\displaystyle A} opisuje funkcja {\displaystyle \mu _{A}(x).}
Przykład: Zbiór {\displaystyle A} ma trzy elementy {\displaystyle (1,0.5),(2,0.8),(5,0.3).} Zapis ten oznacza, że element o wartości {\displaystyle 1} należy do zbioru {\displaystyle A} w stopniu równym {\displaystyle 0.5,} element o wartości {\displaystyle 2} w stopniu {\displaystyle 0.8,} a element {\displaystyle 5} w stopniu {\displaystyle 0.3.} Można więc symbolicznie zapisać zbiór {\displaystyle A} jako {\displaystyle A=\{(1,0.5),(2,0.8),(5,0.3)\}.} W notacji Zadeha zbiór {\displaystyle A} przedstawia się jako {\displaystyle A=0.5/1+0.8/2+0.3/5.}
- dla ciągłej przestrzeni {\displaystyle X{:}}

{\displaystyle A=\int _{x\in X}\mu _{A}(x)/x}
W notacji Zadeha znak całki nie oznacza całkowania, lecz oznacza, że zbiór zbudowany jest z elementów {\displaystyle x} zbioru ciągłego {\displaystyle X.} Przynależność każdego z elementów do zbióru {\displaystyle A} opisuje funkcja {\displaystyle \mu _{A}(x).}
Przykład: Zbiór {\displaystyle B} ma nieskończenie wiele elementów {\displaystyle x\in \mathbb {R} .} Każdemu elementowi przypisana jest wartość funkcji przynależności {\displaystyle \mu _{B}(x)=\exp(-x^{2}).} Zbiór {\displaystyle B} w notacji Zadeha zapisywany jest jako {\displaystyle B=\int _{x\in \mathbb {R} }\exp(-x^{2})/x.} Można zbiór {\displaystyle B} przedstawić jako: {\displaystyle B=\{(x,y)|x\in \mathbb {R} \land y=\exp(-x^{2})\}.}
Przykładem zbioru rozmytego może być „zbiór wysokich ludzi”. Niektórzy ludzie są wysocy (przynależność 1), inni zaś nie są (przynależność 0), jest jednak duża grupa ludzi pomiędzy tymi dwiema skrajnościami, dla których funkcja przynależności przyjmuje wartości pośrednie.
W teorii zbiorów rozmytych używane są różne funkcje przynależności. Najczęściej stosowane to funkcja trapezowa, trójkątna i tak zwana s-funkcja.
Ze zbiorem rozmytym związane są następujące wielkości:
- nośnik (ang. support) zbioru rozmytego A: zbiór takich elementów {\displaystyle x,} których wartość funkcji przynależności jest większa od zera:

{\displaystyle Support(A)=\{x|\mu _{A}(x)>0\}}
- rdzeń (ang. core) zbioru rozmytego A: zbiór takich elementów {\displaystyle x,} których wartość funkcji przynależności jest równa 1:

{\displaystyle Core(A)=\{x|\mu _{A}(x)=1\}}
- wysokość (ang. height) zbioru rozmytego A: kres górny funkcji przynależności

{\displaystyle h=sup\{\mu _{A}(x)|x\in X\}}
Zbiór rozmyty jest znormalizowany, wtedy i tylko wtedy, gdy {\displaystyle h=1.}

## Topologia zbiorów rozmytych
Zbiór rozmyty jest wypukły, wtedy i tylko wtedy, gdy dla dowolnych {\displaystyle x,y,z,x\leqslant y\leqslant z} spełniona jest zależność:
{\displaystyle \mu _{A}(y)\geqslant \min[\mu _{A}(x),\mu _{A}(z)].}

## Relacje zbiorów rozmytych
Na zbiorach rozmytych zdefiniowane są podobne relacje, co na klasycznych zbiorach.
- relacja równości, przy czym {\displaystyle A,B\subset U}

{\displaystyle A=B\leftrightarrow \forall _{u\in U}\mu _{A}(u)=\mu _{B}(u)}
- relacja zawierania

{\displaystyle A\subseteq B\leftrightarrow \forall _{u\in U}\mu _{A}(u)\leqslant \mu _{B}(u)}
{\displaystyle A\subset B\leftrightarrow \forall _{u\in U}\mu _{A}(u)<\mu _{B}(u)}